# Florida Championship Wrestling
Florida Championship Wrestling (FCW) was een Amerikaanse worstelorganisatie in het professioneel worstelen, dat van 2007 tot 2012 als een opleidingscentrum fungeerde voor de World Wrestling Entertainment (WWE). Deze worstelorganisatie werd door de WWE gebruikt om hun aangeworven worstelaars op te leiden tot volwaardige professionele worstelaars.

## Geschiedenis
In 2007 richtte Steve Keirn de Florida Championship Wrestling (FCW) op nadat de worstelpromotie, Deep South Wrestling (DSW), niet meer bestond. DSW was het ontwikkelingsgrondgebied van WWE en besloot hun jonge talenten, die actief waren op DSW, verder op te leiden in deze nieuwe organisatie.
Op 26 juni 2007 maakte de FCW officieel hun debuut in Tampa (Florida), het hoofdkwartier van FCW, en de FCW richtte meteen een kampioenschap op, het FCW Southern Heavyweight Championship. Een jaar later, in februari 2008, de FCW richtte twee nieuwe kampioenschappen op: het FCW Florida Heavyweight Championship en het FCW Florida Tag Team Championship. Jake Hager was de eerste worstelaar die het Florida Heavyweight Championship veroverde en The Puerto Rican Nightmares (Eddie Colón en Eric Pérez) was het eerste tag team die het Florida Tag Team Championship veroverde nadat Colón en Pérez de toernooifinale wonnen van Steven Lewington en Heath Miller. Later richtte de FCW het FCW Divas Championship, een kampioenschap voor vrouwelijke worstelaars, op.
Op 5 oktober 2008 debuteerde de FCW met een wekelijks televisieprogramma, FCW, dat elke zondagavond werd uitgezonden op Bright House Sports Network totdat de WWE besloot om de naam van hun opleidingscentrum te veranderen.
In augustus 2012 besloot de WWE om Florida Championship Wrestling te sluiten en richtte de NXT Wrestling op als hun nieuwe opleidingscentrum. Door deze beslissing zijn alle FCW-titels opgeborgen.

## Kampioenschappen
- FCW Southern Heavyweight Championship
- FCW Florida Heavyweight Championship
- FCW Florida Tag Team Championship
- FCW Divas Championship
- Queen of FCW